# 허준 (펜싱 선수)
허준(許俊, 1988년 5월 31일~)은 대한민국의 플뢰레 펜싱 선수이다. 그는 아시아 선수권 대회 개인전에서 2차례, 단체전에서 4차례 우승한 선수이며, 2018년 아시안 게임 단체전에서 금메달을 목에 걸었다. 그는 선전에서 열린 2011년 하계 유니버시아드와 우시에서 열린 2018년 세계 펜싱 선수권 대회에서 동메달을 획득한 적이 있다. 허준은 대구대학교를 졸업했다.